# 澳門巴士37路線
澳門巴士37路線是由新福利經營，往返松樹尾和信安馬路的巴士路線。

## 簡介及歷史
- 本線前身是澳大接駁專線，當時由新福利及澳巴聯營，以補充22、28A、30、33路線取消繞經澳門大學的交通。

- 2011年6月12日，本線於第四階段路線調整中獲正式編號37。[1]

- 2011年6月13日，配合“新世紀酒店”站分流，總站調整至“拉哥斯街”站。[2][3]

- 2011年8月1日起，本線由新福利獨營。

- 2012年12月18日起，因應36路線不再經氹仔東北馬路，提升至每天早上至接近深夜全天服務。[4]

- 2014年8月起，因澳門大學搬遷至澳門大學新校區，本線電牌改為氹仔東北接駁線。

- 2017年4月29日起，總站由“拉哥斯街”站改為“松樹尾總站”，延伸服務至氹仔中央公園、澳門運動場及地堡街一帶。配合路線延伸，取消免費上車分段，現金上車收費劃一為每程澳門幣2.8元。由於派車數量不變，班距大幅下調至30-35分鐘。[5][6]

- 2018年6月23日起，本線擴大服務範圍，新增途經雞頸馬路、信安馬路，取消行經氹仔電訊。班距調整至15-20分鐘。[7]

- 2020年9月5日起，新增停靠“雞頸馬路／孝思-1”站，“雞頸馬路／孝思”站更名為“雞頸馬路／孝思-2”。[8]

- 2022年7月11日至17日，因實施「全澳相對靜止管理」措施，本線暫停營運。[9]

- 2022年7月18日至22日，因宣佈延長“相對靜止管理”措施，本線維持上述措施。[10]

- 2022年7月23日起，因“相對靜止管理”結束，本線恢復營運。[11]

- 2024年4月1日起，“旅遊學院氹仔校區”站更名為“澳門旅遊大學”。[12]

## 本線特色
- 本線為首條途經雞頸馬路的常規路線。

## 使用車輛
2023年10月15日前：
- 三菱Rosa

2023年10月15日起：
- 三菱Rosa
- 中通LCK6759SHEVG

2024年1月14日起：
- 三菱Rosa
- 中通LCK6759SHEVG
- 蘇州金龍KLQ6756GHEV

2024年2月9日起：
- 蘇州金龍KLQ6756GHEV

## 電牌
| 往氹仔東北方向               | 往氹仔東北方向   | 往氹仔東北方向 |
| 日期                         | 頭牌             | 圖例           |
| ---------------------------- | ---------------- | -------------- |
| 2014年7月前                  | 澳大接駁專線     |                |
| 2014年7月至2017年4月28日     | 氹仔東北接駁專線 |                |
| 2017年4月29日至2018年6月23日 | 氹仔東北         |                |
| 2018年6月23日起              | 信安馬路         |                |
| 往松樹尾方向                 |                  |                |
| 日期                         | 頭牌             | 圖例           |
| 2014年7月前                  | 澳大接駁專線     |                |
| 2014年7月至2017年4月28日     | 氹仔東北接駁專線 |                |
| 2017年4月29日起              | 松樹尾           |                |

## 路線資料

### 收費
| 收費類別     | 收費類別                      | 收費類別             | 費用 |
| ------------ | ----------------------------- | -------------------- | ---- |
| 現金         | 現金                          | 現金                 | $6.0 |
| 境外支付工具 | 支付寶（內地及香港）          | 支付寶（內地及香港） | $6.0 |
| 境外支付工具 | 雲閃付 非綁定澳門銀聯卡       |                      | $6.0 |
| 境外支付工具 | 微信支付（內地及香港）        |                      | $6.0 |
| 境外支付工具 | 交通聯合 非澳門發行的全國通卡 |                      | $6.0 |
| 境內支付工具 | 澳門通                        | 全民卡               | $3.0 |
| 境內支付工具 | 澳門通                        | 學生卡               | $1.5 |
| 境內支付工具 | 澳門通                        | 長者卡               | 免費 |
| 境內支付工具 | 澳門通                        | 殘疾卡               | 免費 |
| 境內支付工具 | 聚易用＋                      | 聚易用＋             | $3.0 |

### 服務時間及班距
| 服務時間                      | 每天        |
| ----------------------------- | ----------- |
| 松樹尾總站                    | 06:30-23:30 |
| 班距                          | 15-20分鐘   |
| 懸掛8號風球後30分鐘開出尾班車 |             |

### 路線停站
| 37   | 松樹尾 ↺ 信安馬路 | 松樹尾 ↺ 信安馬路      | 松樹尾 ↺ 信安馬路   |
| 序號 | 循環線            | 循環線                 | 循環線              |
| 序號 | 站號              | 站名                   | 輕軌站／出入境口岸  |
| 1    | T440              | 松樹尾總站             |                     |
| 2    | T324/1            | 澳門運動場             |                     |
| 3    | T369              | 基馬拉斯／氹仔中央公園 |                     |
| 4    | T310/2            | 泉裕豪庭               |                     |
| 5    | T408/1            | 湖畔大廈               |                     |
| 6    | T401              | 雞頸馬路／孝思-1       |                     |
| 7    | T410              | 雞頸馬路／孝思-2       |                     |
| 8    | T411              | 金皇冠中國大酒店       | 機場站 澳門國際機場 |
| 9    | T406              | 機場圓形地／偉龍       |                     |
| 10   | T322              | 信安馬路               |                     |
| 11   | T342              | 高勵雅馬路             |                     |
| 12   | T341              | 聖公會中學             |                     |
| 13   | T303              | 澳門旅遊大學           |                     |
| 14   | T305              | 城市大學               |                     |
| 15   | T307              | 宋玉生博士圓形地       |                     |
| 16   | T332/2            | 廣東大馬路／濠景       |                     |
| 17   | T339/4            | 南新花園               | 馬會站              |
| 18   | T325/3            | 華寶花園               |                     |
| 19   | T339/4            | 花城公園               |                     |
| 20   | T368              | 奧林匹克大馬路         |                     |
| 21   | T440              | 松樹尾總站             |                     |

## 過往路線資料
| 37   | 拉哥斯街 ↺ 氹仔東北 | 拉哥斯街 ↺ 氹仔東北 | 拉哥斯街 ↺ 氹仔東北 |
| 序號 | 循環線              |                     |                     |
| 序號 | 站名                |                     |                     |
| 1    | 拉哥斯街            |                     |                     |
| 2    | 氹仔東北／聚龍明珠  |                     |                     |
| 3    | 氹仔東北體育中心    |                     |                     |
| 4    | 旅遊學院氹仔校區    |                     |                     |
| 5    | 城市大學            |                     |                     |
| 6    | 宋玉生博士圓形地    |                     |                     |
| 7    | 拉哥斯街            |                     |                     |

## 客量
- 本線於2017年擴大服務後，因沿途的站點皆人流稀少，加上班距疏落。本線一度成為澳門有紀錄以來，日均客量最少的路線，日均客量只有121人次。但至2018年延伸至孝思墓園、大潭山、北安和海灣花園一帶後，吸引了在大潭山上工作的乘客，利用本線往來氹仔市區和工作地點。而且方便一些居住在澳門半島或中國大陸，但在城市大學、旅遊學院（現旅遊大學）就讀的學生們在「高勵雅馬路」站轉乘本線。故在2020年第一季客量排名中，跌出最低客量的三甲。

- 根據2020年公報，本線在2019年度尖峰時段共開出24,047班次，乘車人次為1,281,918人次，平均每班接載53.3人次。

- 但自從2021年1月，本線再次進入最低客量的三甲，在2021年第四季和2022年第一季中排名第二。[13][14]

- 2022年第二季巴士統計資料中，乘客量為584人次，僅次於H1路線。[15]

## 爭議
- 2004年5月3日，兩巴對22，28A，30，33，35路線取消澳門大學站，曾引一班澳門大學的學生不滿，並在5月29日的訊報登報譴責兩巴做法。

文章提及上述路線取消停靠後只剩下澳巴轄下的11路線及兩間巴士公司聯手經營的新增新世紀至澳大線，會途經澳大的巴士站外，其餘所有本來經澳門大學的巴士，均不會經澳門大學站。對澳門大學的師生以及中福花園的居民做成很大的不便，但最重要的就是其解釋取消該巴士站的理由極為不合理。兩巴士公司作為本澳公共交通服務承辦機構，我們對兩巴在欠缺理據和諮詢不足的情況下，毅然取消澳門大學巴士站的做法，深表遺憾及憤怒！
巴士公司說巴士途經該站十分危險，本人認為理據非常不充分，原因有下：
■行走澳門至氹仔線的巴士大部份是比較新的車輛，應該不存在馬力或扭力不足的情況。巴士在上斜時「死火」，「溜後」的原因可能是巴士超載或司機技術不足，這兩問題的責任都不應由廣大的乘客負擔。
■在香港，雙層巴士也負責行走比澳大巴士站所在的路段更斜的斜路。為何香港的巴士每天都可以正常地行走，而澳門的巴士就會造成危險？
■該路段幾乎沒有嚴重交通意外數字，為何說危險？反觀新福利的9及16路線，澳巴的18路線，它們行走的路段又斜，行人又多，彎位又窄，若果兩間巴士公司真的想解決危險問題，為何不取消9、16及18路線所行走的路，而偏偏取消澳大這個不危險的巴士站呢？所以本人認為兩間巴士公司並非因為危險問題而取消澳門大學的巴士站，而可能只是因為成本問題，試想想，車輛行走斜路當然要比平路多用燃油，取消巴士站可令他們省一大筆。因為他們知道澳大沒有汽車或電單車的師生和職員一定要乘坐其巴士，取消巴士站不會令他們失去生意。另外，也因為不用走斜路，巴士機件的損耗減少了。其實作為大學生，我們都知道任何一個機構都想節省成本，但作為一個公共服務機構，不能無理作出任何影響深遠的決定，也不能因為成本問題就忽略大部分使用者的利益。各位可知，新福利上年的盈利達3,265,000 澳門幣，是自一九九五年以來經濟效益最理想的一年（20╱3╱2004）澳門日報─澳門焦點）。而澳巴上年的盈利也達2,300,000澳門幣（27╱3╱2004澳門日報）。
另外，澳大學生認為巴士公司處理手法十分有問題，原因如下：
■若果認為巴士站或者該段危險，為何兩間巴士公司仍然用他們認為危險的方法去解決這個危險問題？因為他們仍然派一部小巴去行走新世紀至澳大的循環線，繁忙時間每5分鐘一班，非繁忙時間每10分鐘一班。當這部巴士到達澳門大學的巴士站時，它往往要等2-5分鐘才會再開出。試想想，一部巴士佔了大半條行車線，後面的車輛要越過實線才可能繼續通行，這不是更危險嗎？
■若果新福利不想巴士因為上斜路而導致機件損耗過大，為何又派編號為R78及R100的巴士行走新世紀至澳大的路線呢？這兩部巴士車齡超過十年，幾乎是該公司現時機件損耗最嚴重的車輛，巴士公司此舉似乎有點自相矛盾。
■透明度極低！巴士公司上年發了一份諮詢文件，表面上想聽取學生對取消巴士站的聲音，但他們沒有在澳大舉行有關諮詢意見的活動，之後又突然宣佈取消巴士站。
■另外，澳大有大約五千名學生，假設有二千名學生自己駕車返學，有一千名學生步行返學，可以假設有二千名會乘坐巴士返學，難道巴士公司面對這麼大批乘客都不能派代表親自來澳大，面對面了解學生的發問及了解學生的意見嗎？
■巴士公司一刀切的方法解決問題，一次過取消了五條行經澳門大學站的路線。難道不可以有別的方法？例如：只行經澳門大學一次；只取消非繁忙路線如28A，35，在繁忙時間巴士行走原來的路線，其餘時間就可不經澳大站；或更改路線，從後山走下來等等。我們相信存在很多可行的解決方案，不應以一刀切的方法解決問題。
從以上各點可見，巴士公司處理此事的手法及態度極有問題，又沒有誠意。作為公共服務機構以這樣的方法態度辦事，實在值得每個人關注。若不正視此問題，除了影響服務質素外，長遠來講也影響了澳門社會的發展。所以我們在澳門大學收集了六百六十六個教師，職員及學生的簽名，準備去信巴士公司及土地工務運輸局投訴此事。澳大學生希望兩間巴士公司首先恢復22，28A，30，33，35原來行走的路線，再安排時間與澳大學生共同相討澳大巴士站問題，盼望可以得出一個更可行，更合理的解決方法。 
- 2004年5月25日，新福利巴士公司車務部高級主任何澤明在澳門電台澳門講場回應表示﹐巴士公司已安排接駁巴士﹐免費由新世紀接載學生返澳大﹐並表示會與澳大溝通﹐令接駁巴士的服務配合學生的上課時間。何澤明承認澳大巴士站有一定危險性﹐他說﹐澳大巴士站設在斜路﹐若巴士載滿乘客會對巴士司機帶來不便。但他否認安排巴士上澳大不是由於安全問題﹐而是發現大部份乘客都只是前往氹仔市區﹐巴士公司不想乘客兜路上澳大。
- 2004年5月27日，應澳門大學學生代表於本月二十四日對澳巴與新福利兩巴士公司屬下22、28A、30、33路線暫停使用澳門大學一站作出的投訴，在翌日於多個報章對澳門大學部分學生的意見作出如下回應：

　有鑑於氹仔近幾年來居住人口、商務往來或是旅遊業等方面的迅速發展，從往返澳門與氹仔的巴士乘客的出行需求分析，相比早幾年較為單一的出行目的之乘客在結構上有較明顯的變化。因此對一些巴士路線進行局部的調整有其需要性。故經政府有關部門的同意，從2004年5月3日起，兩巴士公司試用聯合開設一條往來「新世紀」巴士站至「澳門大學」巴士站的免費接駁巴士線，以取代兩巴原22、28Ａ、30、33四條巴士線，服務往來澳門大學巴士站的乘客。
　兩巴對上述四條巴士線的局部修改，主要是出於考慮大部分乘客利益與局部乘客利益之間取得平衡。上述路線的修改對於大部分不在澳大站上落的乘客，無疑縮減了每位乘客的出行時間。而兩巴亦盡量兼顧以往使用澳大巴士站的乘客利益，用「免費接駁專線」不停穿梭代之以往的直達服務。為此兩巴亦很樂意同澳大學生組織保持聯絡，聽取對免費接駁專線的安排意見。

## 圖片集

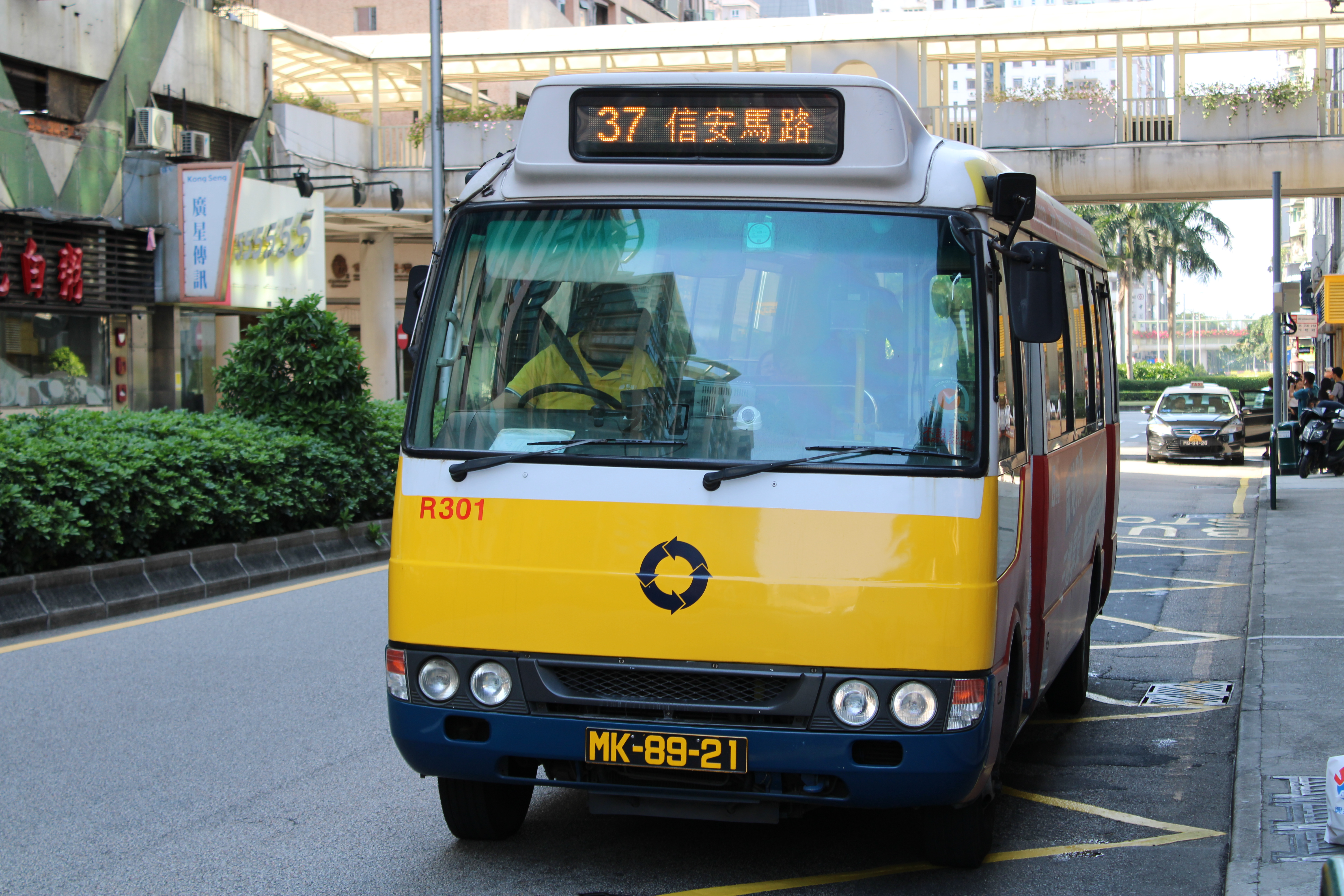
三菱Rosa
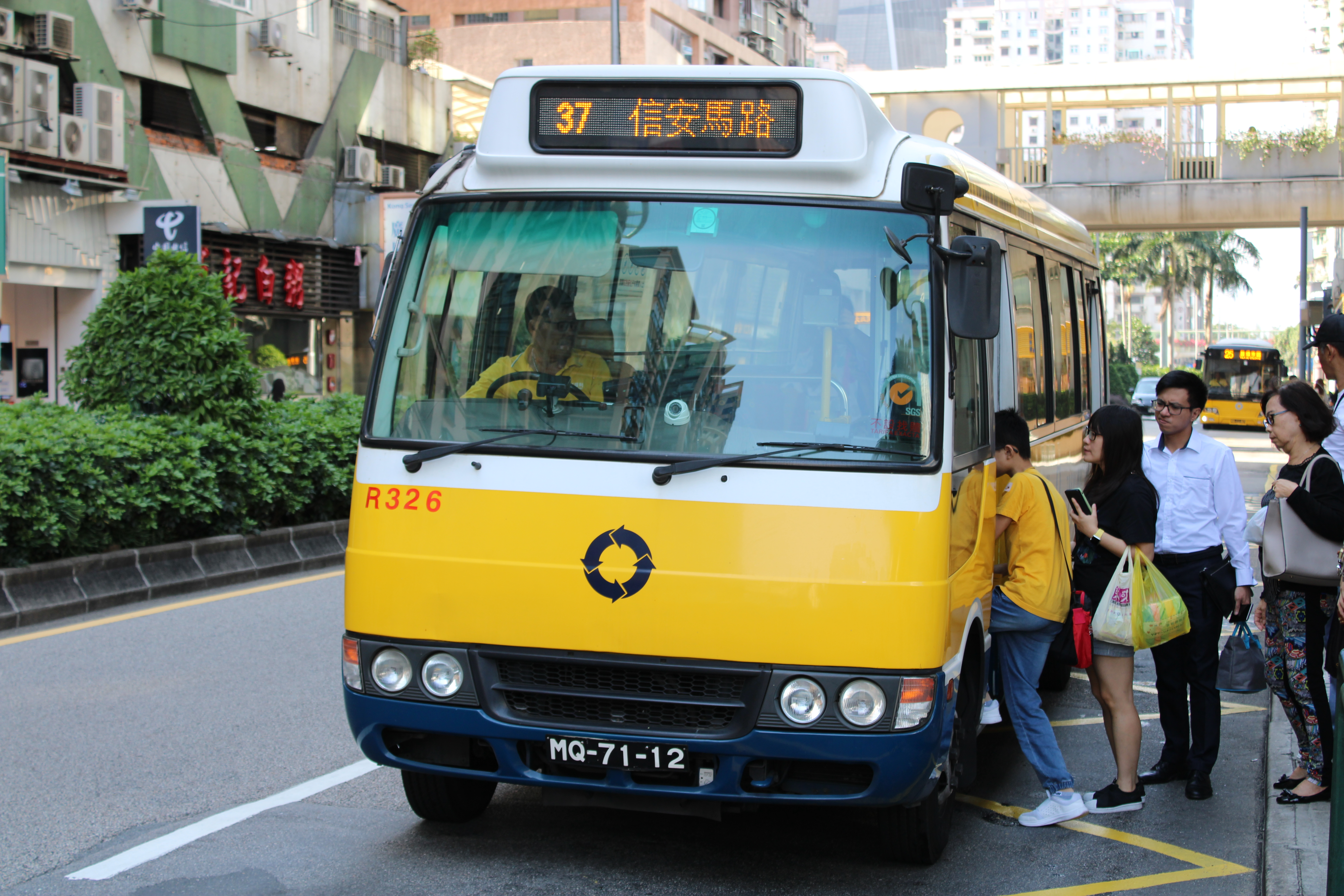
三菱Rosa
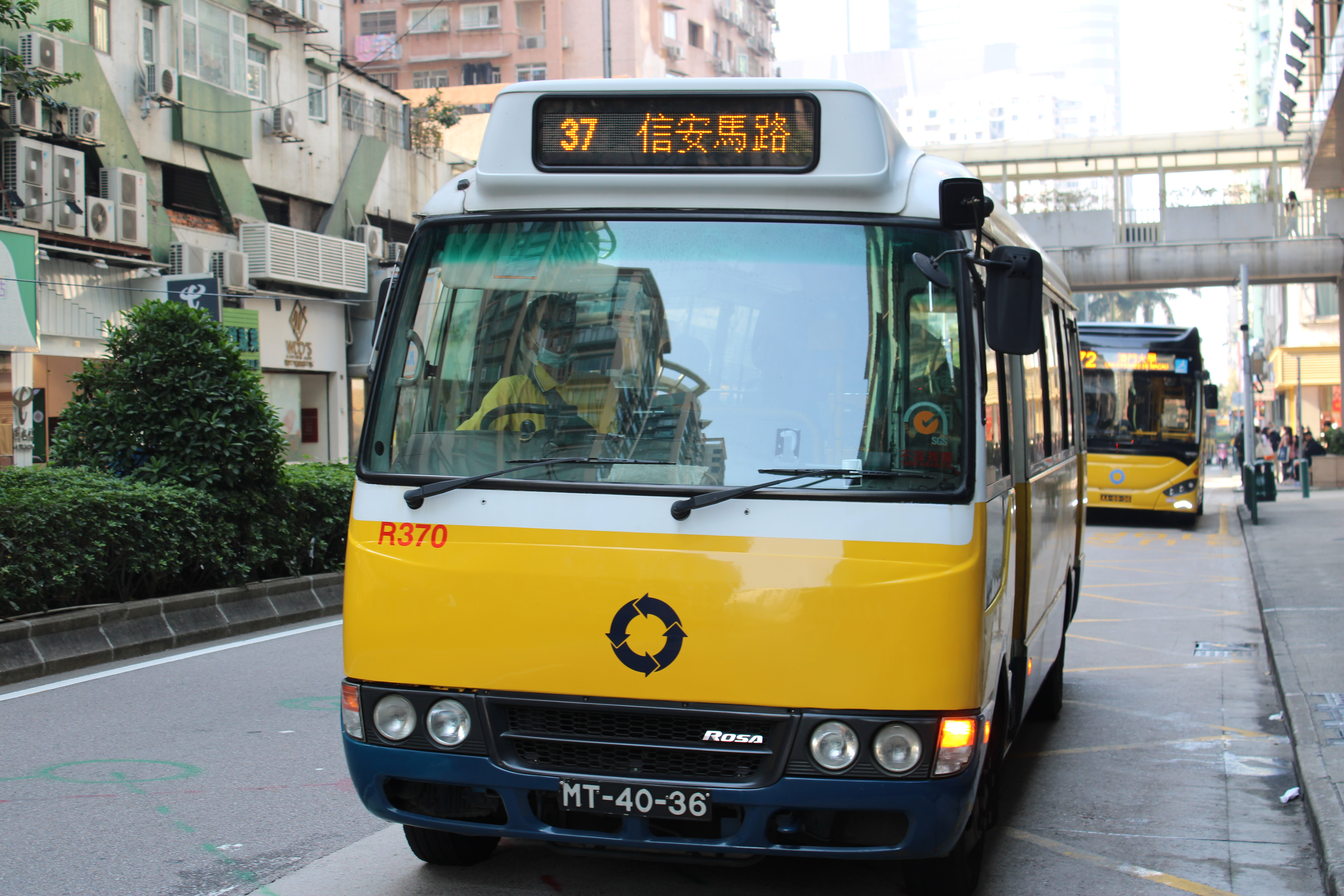
三菱Rosa
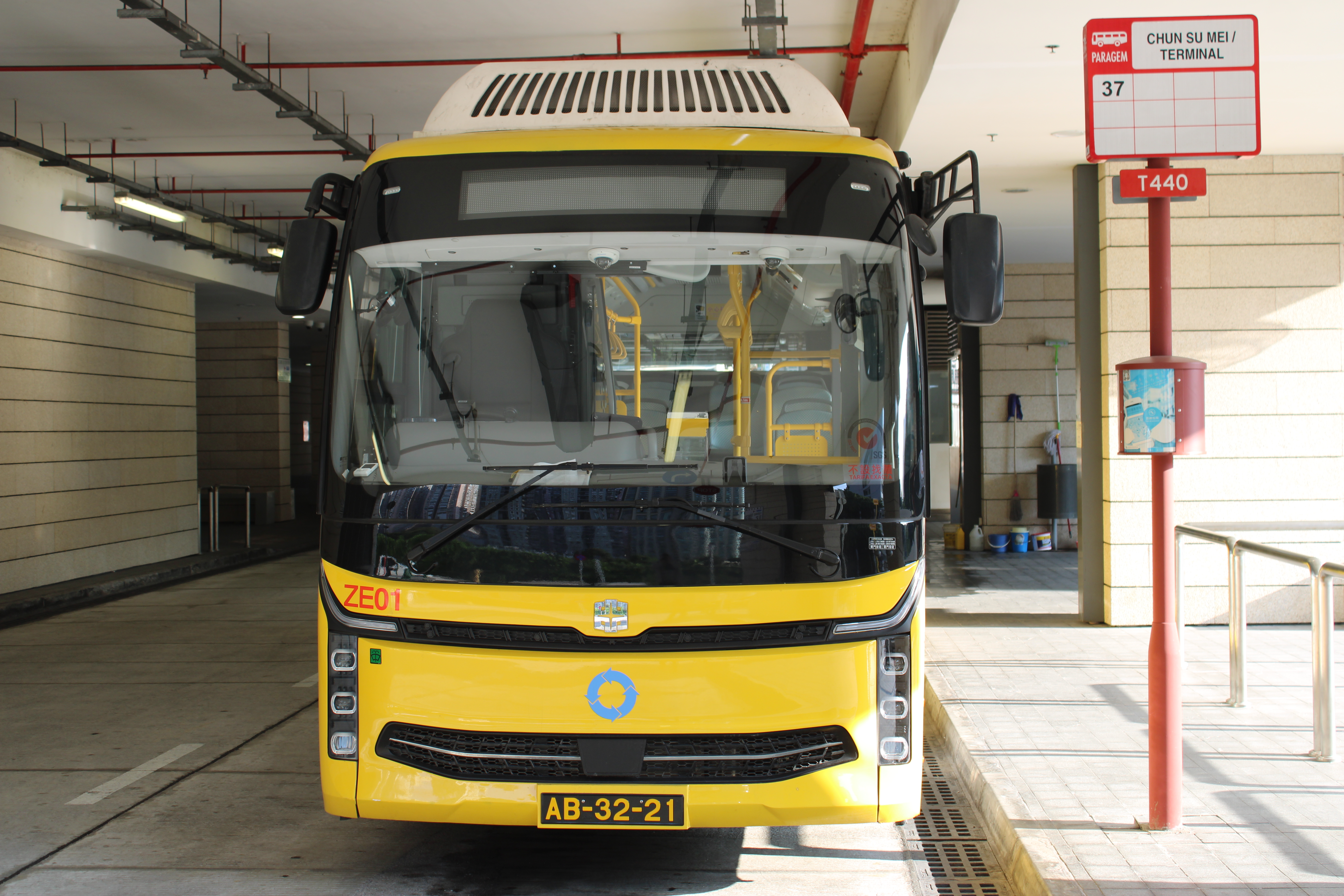
中通LCK6759SHEVG
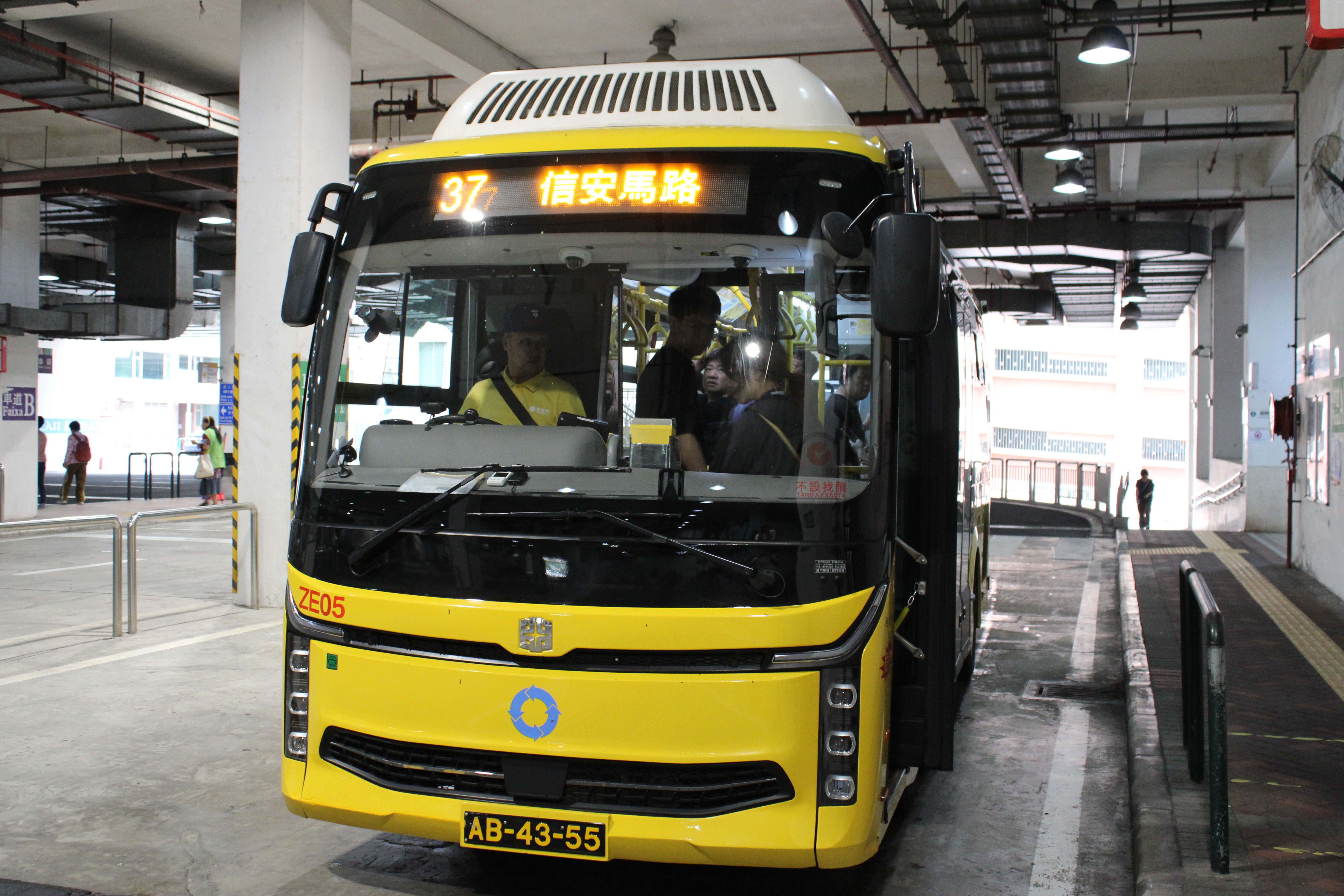
中通LCK6759SHEVG
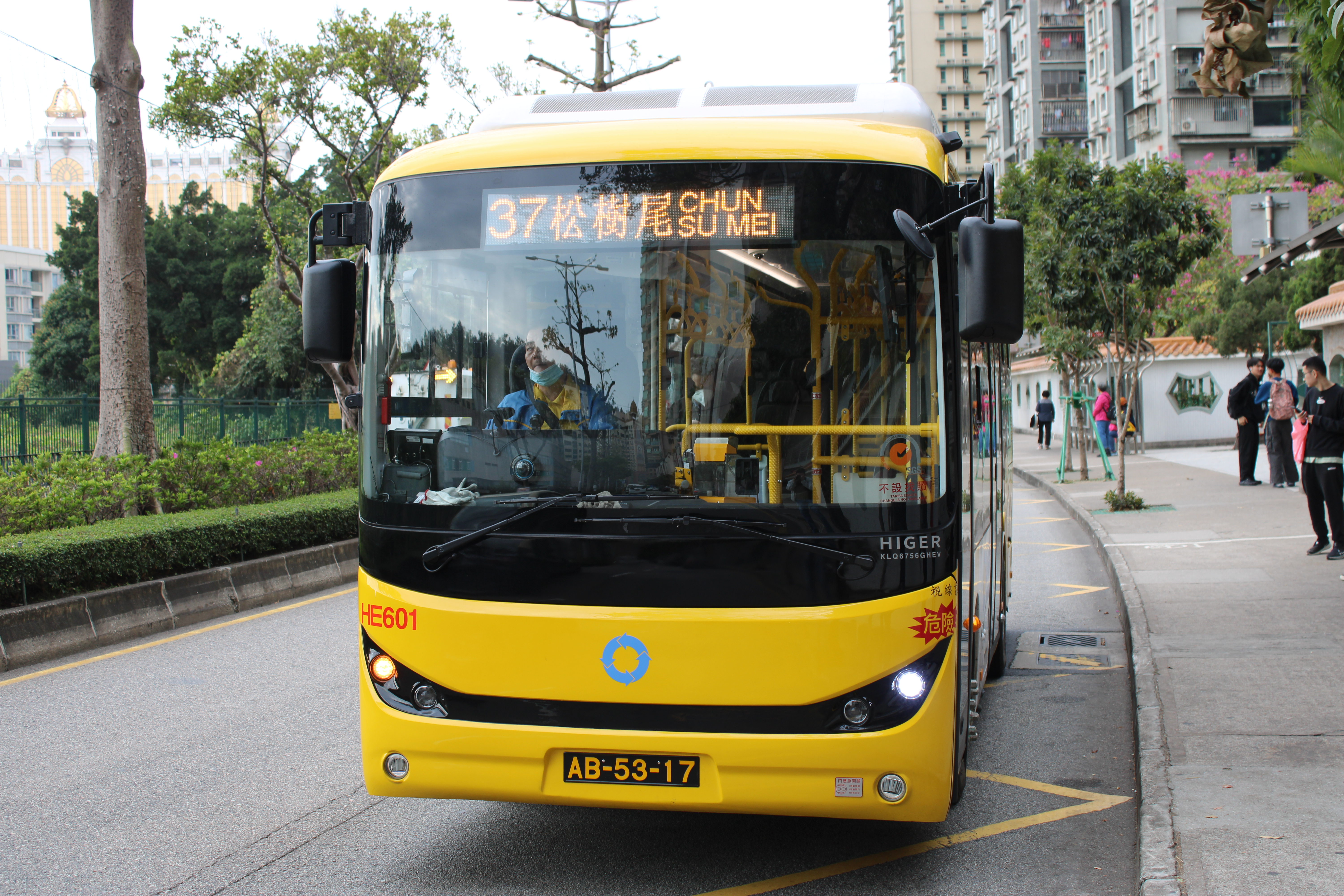
蘇州金龍KLQ6756GHEV
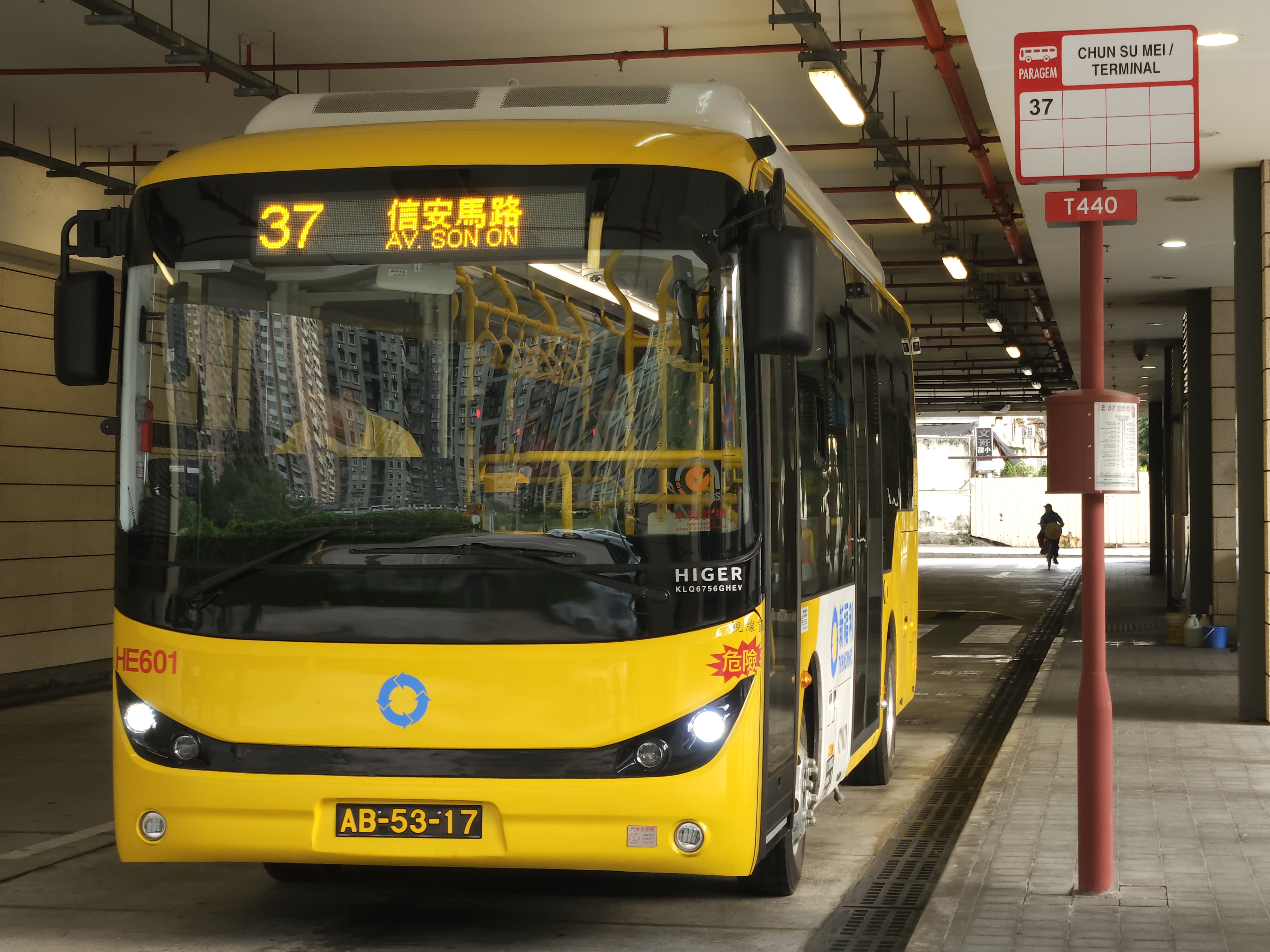
蘇州金龍KLQ6756GHEV
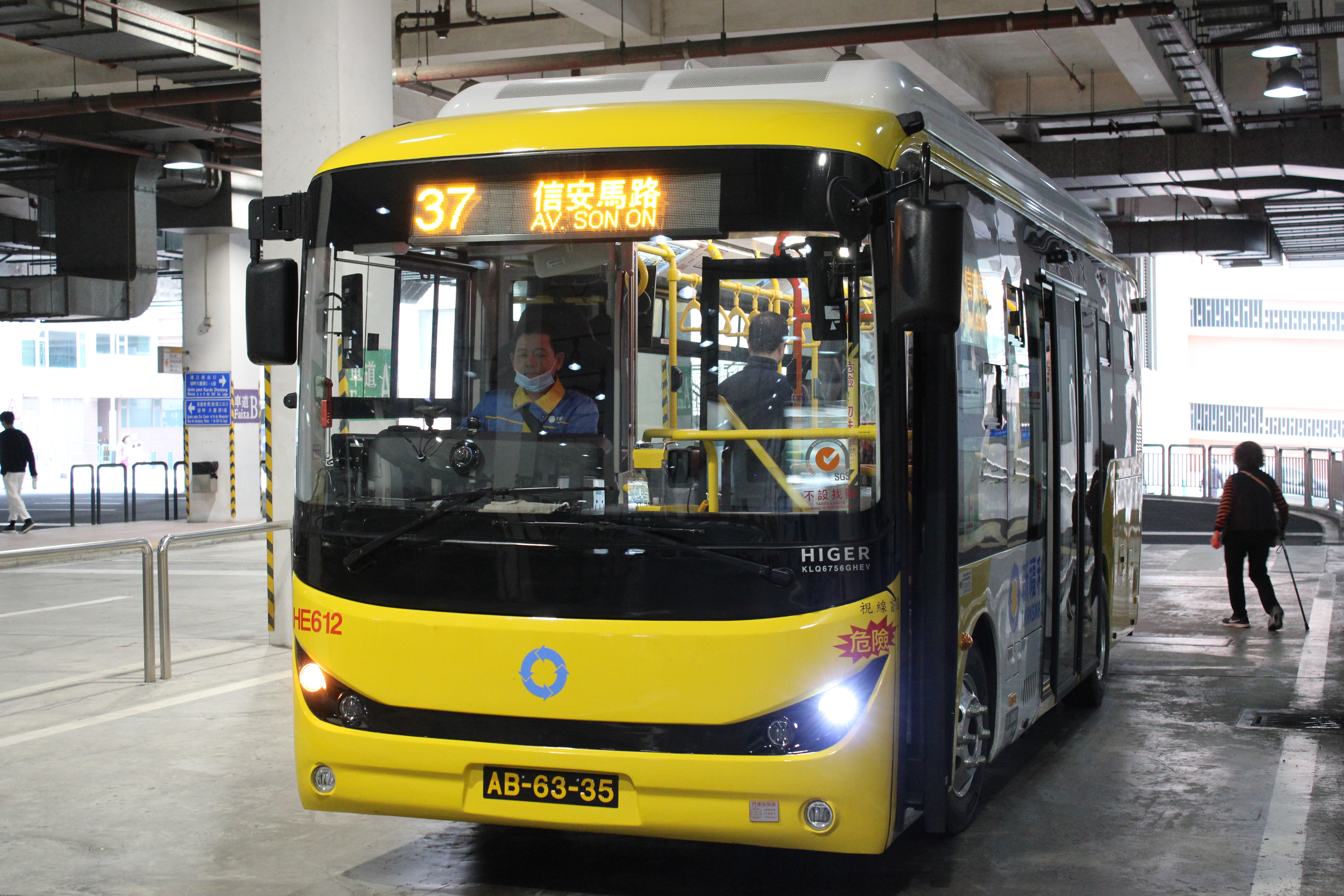
蘇州金龍KLQ6756GHEV
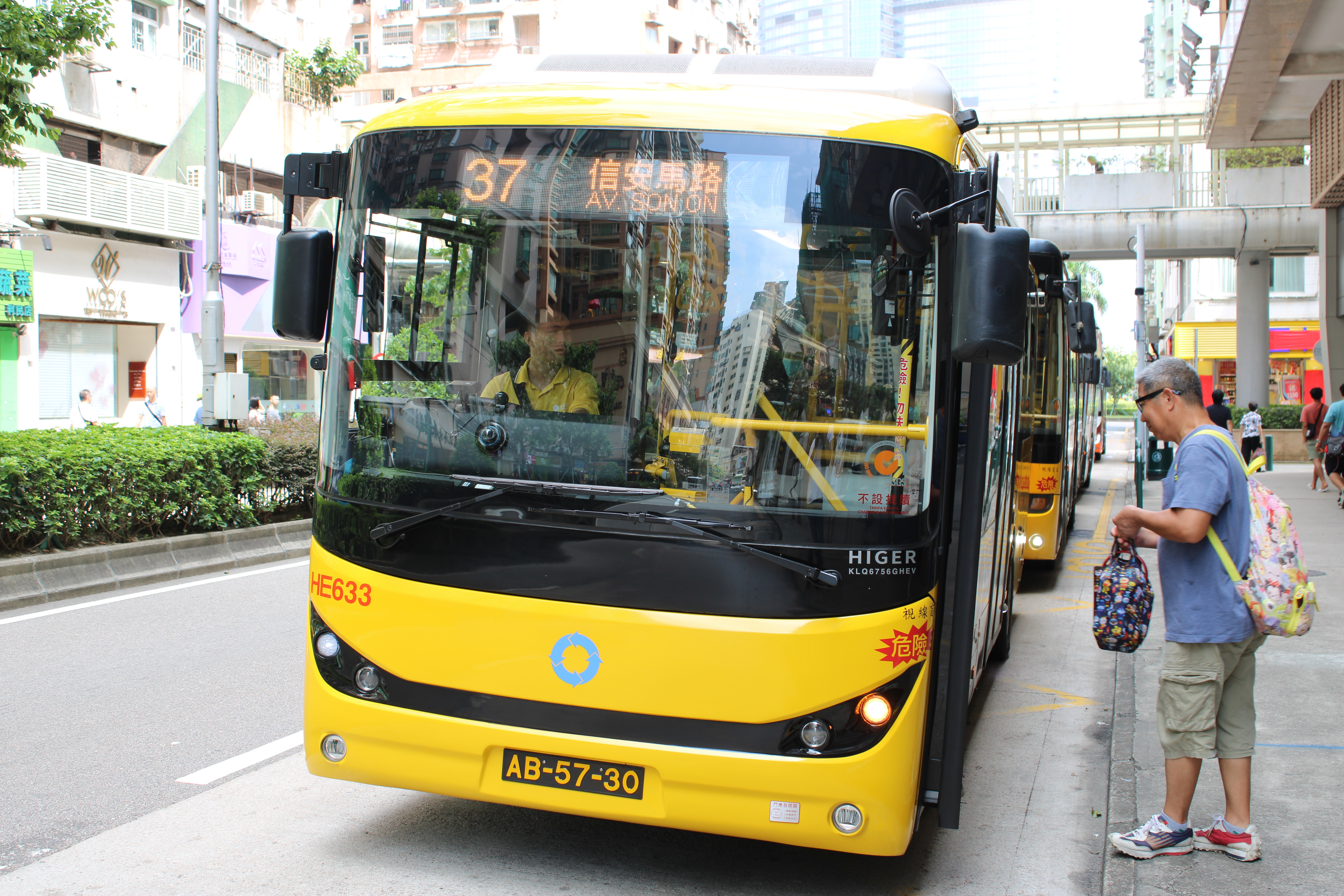
蘇州金龍KLQ6756GHEV
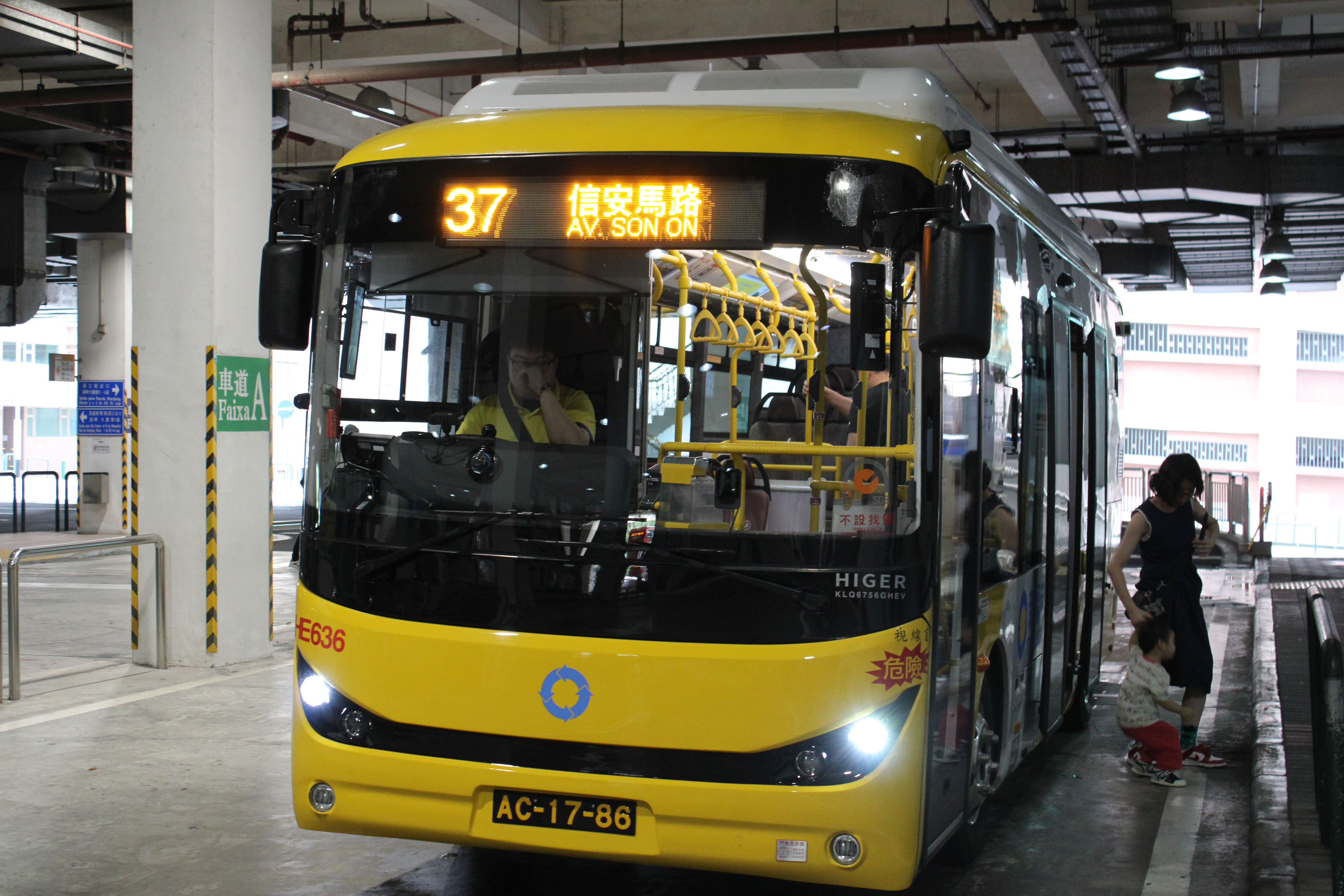
蘇州金龍KLQ6756GHEV

## 外部連結
- 澳門新福利公共汽車有限公司（官方網站） （页面存档备份，存于）